# Robat
Robat (în persană رباط, romanizat și ca Robāț; cunoscut și sub numele de Robāț-e Māhīdasht, Robāț-e Māhī Dasht, Robaț 'Olyā și Māhīdasht) este un oraș și capitala districtului Mahidasht, în județul Kermanshah, provincia Kermanshah, Iran.La recensământul din 2006, populația sa era de 996 de locuitori, în 248 de familii.